# Cristián Bowen
Plantilla:Descripción corta
Cristián Andrés Bowen Garfias (Santiago, 18 de abril de 1980) es un ingeniero civil industrial, consultor y exautoridad pública chilena. Se desempeñó como subsecretario de Transportes durante el segundo gobierno de la presidenta Michelle Bachelet, entre 2014 y 2016.

## Familia y estudios
Nacido en Providencia, es hijo del programador Juan Cristián Bowen del Valle y la asistente social María Gabriela Garfias Alcérreca.  
Estudió ingeniería civil industrial y economía en la Pontificia Universidad Católica de Chile y posteriormente cursó un máster en Administración pública en la Universidad de Harvard.  
Está casado desde 2010 con la psicóloga Alejandra Wormald Langdon, con quien es padre de mellizos.

## Trayectoria pública
En 2005 fue director ejecutivo de la «Corporación Construyendo Futuro».  
Entre 2006 y 2007, en el marco del primer gobierno de Michelle Bachelet, se desempeñó como asesor del Ministerio de Transportes y Telecomunicaciones (MTT).
Fue socio de NeoEner, empresa de Energías Renovables No Convencionales, y se desempeñó como director y asesor en materias administrativas y legislativas.  
Posteriormente fue director ejecutivo de la «Fundación América Solidaria».  
Entre 2008 y 2010 trabajó como asesor parlamentario en las áreas de transporte, obras públicas y telecomunicaciones.
En las elecciones municipales de 2012 fue candidato a alcalde de la comuna de Renca. Participó en el equipo territorial de Claudio Orrego en las primarias y luego se integró al comando de la candidata presidencial Michelle Bachelet en la «Comisión Programática de Transporte». Hasta 2014 fue consultor asociado de «CIS, Ingenieros Consultores».
Tras el triunfo de Michelle Bachelet, fue nombrado subsecretario de Transportes, cargo que ejerció entre el 11 de marzo de 2014 y el 18 de noviembre de 2016, fecha en la que se realizó un cambio de gabinete.

## Trayectoria profesional reciente
Tras dejar el gobierno, Bowen ha continuado su carrera en el sector privado y la consultoría.  
- Es consultor asociado en CIS Consultores.[7][8]
- Entre 2019 y 2024 fue socio y director ejecutivo de Infinity H2, empresa dedicada al desarrollo de tecnologías de hidrógeno para camiones mineros y generación eléctrica.[9]
- Entre 2022 y fines de 2024 fue asesor de la Delegación de la Unión Europea en Chile en el marco del programa Global Gateway, promoviendo inversiones en hidrógeno renovable, litio, cobre y transporte sustentable.[10][11]
- Actualmente es asesor estratégico en Copec Wind Garage, liderando proyectos de movilidad eléctrica, infraestructura de recarga y nuevas energías.[12]

## Publicaciones
- Bowen, C. (2017). «Implementación del sistema Transantiago en Chile y su impacto en el mercado laboral del sector transporte». Boletín FAL, N° 360, agosto 2017. CEPAL.[13]
- Bowen, C. (2008). «On the approximation bias to benefit measures in discrete choice models». International Journal of Transport Economics, Vol. XXXV, N° 2, junio 2008.[14]